# Борисоглебский, Аркадий Николаевич
Аркадий Николаевич Борисоглебский (1886 — 12 мая 1967) — советский актёр театра и кино, режиссёр.

## Биография
Родился в 1886 году в Российской империи.
Актёрская деятельность началась с провинции. С 1910 года стал играть первые роли в драматическом товариществе под руководством А. М. Каралли-Торцова в Ялте. Позже играл в таких театрах, как Александринский театра (в труппе К. Н. Незлобина), Суворинский театра (ЛХО) и Троицкий театр. Также играл в Ленинградском академическом театре драмы. В конце 1910-х годов и в начале 1920-х годов, Борисоглебский руководил Новым театром в Смольнинском Народном доме города Петроград. В 1923 году играл на сцене Нового театра драмы. В 1945 году стал актёром Молодёжного театра-студии под руководством А. Б. Винера. В своё время служил в армии по призыву. В последние годы жизни работал в Выборгском дворце культуры.
Играл в кинематографии. Плодотворным выдался 1916 год, так как Борисоглебский за один год сумел сняться во многих фильмах. В 1917 году сыграл роль лакея в фильме «Исступленная», в 1924 году сыграл роль графа Шувалова в фильме «Дворец и крепость», в 1935 году сыграл роль Густава Кельвига в фильме «Новая родина», в 1955 году сыграл роль со своей одноимённой фамилией – Борисоглебский в фильме «Пути и судьбы».
Ушёл из жизни 12 мая 1967 года в Советском Союзе.

## Творчество

#### Фильмография
- 1916 — В тисках большого света — князь Гуров
- 1916 — Дама под чёрной вуалью — Огинский, муж Ольги
- 1916 — Душа старого дома — Либерсон
- 1916 — Еду ли ночью по улице тёмной — отец девушки
- 1916 — Женщина с душою куртизанки — Александр, друг Игоря
- 1916 — Кровь сказалась — цыган Алеко
- 1916 — Счастья нет у меня, один крест на груди — Николай, брат Веры
- 1916 — Чаша жизни — Валико Джеладзе
- 1917 — Исступленная — лакей
- 1924 — Дворец и крепость — граф Шувалов
- 1935 — Новая родина — Густав Кельвиг
- 1955 — Пути и судьбы — Борисоглебский